# Emiratet Bari
Emiratet Bari var en historisk italiensk monarki i Syditalien mellan 847 och 871. Det bildades efter att staden Bari erövrats från det Bysantinska riket av aghlabidiska saracener, och återgick till att bli en bysantinsk besittning sedan emiratet krossats av den tysk-romerska kejsaren.
Det var under sin tid känt som ett centrum för saracenernas slavhandel.